# Gaio Fonteio Agrippa
Gaio Fonteio Agrippa (in latino: Gaius Fonteius Agrippa; ante 25 – 70) del I secolo d.C. della gens Fonteia.

## Biografia
Il padre, anch'egli Gaio Fonteio Agrippa, fu uno dei quattro accusatori di Lucio Scribonio Libone Druso nel 16.
Il padre Agrippa ne approfittò finanziariamente da questa accusa, poiché ottenne una parte del patrimonio di Libone dopo che questi si suicidò. Il risultato successivo fu che divenne praetor nel 17. Viene ancora menzionato nel 19, per aver offerto la figlia come vergine vestale, in competizione con la figlia di Comizio Pollione, per rimpiazzarne una che era morta da poco. E poiché Agrippa aveva da poco divorziato, la figlia di Pollione ebbe questo onore. Come consolazione l'imperatore Tiberio diede alla figlia di Agrippa un milione di sesterzi in dote.
Gaio Fonteio Agrippa divenne console suffetto nel 58. Nel 69 succedette a Aponio Saturnino come comandante della provincia di Asia con poteri proconsolari. Fu richiamato da Vespasiano, e messo a capo della provincia di Mesia nel 70. Fu poco dopo ucciso in battaglia dalle popolazioni sarmatiche dei Roxolani. Venne sostituito nelle sue funzioni di governatore provinciale in Mesia da Rubrio Gallo.